# Achromobacter dolens
Achromobacter dolens es una especie de bacteria gramnegativa del género Achromobacter. Fue descrita en el año 2014. Su etimología hace referencia a dolor. Es aerobia y móvil. Consiste en el previo genogrupo 14 de Achromobacter. Tiene un tamaño de 0,4-0,7 μm de ancho por 1,4-2,8 μm de largo. Forma colonias convexas, traslúcidas, no pigmentadas y con márgenes enteros en agar TSA tras 48 horas de incubación. Consiste en los ST48, 49 y 54 de Achromobacter. Tiene un contenido de G+C de 67,5%. Se ha aislado de esputos humanos ( en paciente con fibrosis quística) en el 20012 en Estados Unidos y otras muestras del tracto respiratorio. 